# George Soros
Dans le nom hongrois Soros György, le nom de famille précède le prénom, mais cet article utilise l’ordre habituel en français György Soros, où le prénom précède le nom.
George Soros (['ʃoroʃ]) ou György Soros ([ˈɟøɾɟ], [ˈʃoɾoʃ]), né György Schwartz le 12 août 1930 à Budapest, est un financier, philanthrope et lobbyiste milliardaire américain d'origine hongroise.
Juif rescapé du régime nazi, il parvient ensuite à quitter la Hongrie pour poursuivre ses études supérieures.
George Soros est un des pionniers de l'industrie des hedge funds apparue dans les années 1970 et qui se distingue lors de la bulle japonaise.
Il devient célèbre dans le monde entier pour avoir spéculé contre la livre sterling en 1992. Il gagne près d'un milliard de dollars en quelques heures.
George Soros est, au début des années 2000, l'une des dix plus importantes fortunes des États-Unis, son patrimoine personnel atteignant près de 30 milliards de dollars. Lors de cette période, il fonde l'Open Society Institute, devenu Open Society Foundations.
Soros est connu comme un soutien majeur du Parti démocrate américain mais aussi pour ses critiques publiques du système capitaliste.
Il est l'auteur de plusieurs livres, notamment sur le monde de la finance.

## Biographie

### Jeunesse
George Soros, né György Schwartz, est né dans une famille juive ashkénaze.
Il est le fils de l'écrivain espérantophone Tivadar Soros, né Teodoro Ŝvarc (transcription espéranto de « Schwartz ») dont l'œuvre, Maskerado ĉirkaŭ la morto, écrite originellement en espéranto et qui relate ses expériences pendant l'occupation nazie à Budapest a été traduite dans plusieurs langues (anglais, russe, allemand, hongrois et turc). Cependant George et son frère Paul ne semblent pas être des espérantophones natifs.
Il naît en Hongrie. En 1936, quand il a 6 ans, son père Tivadar Schwartz change son nom de famille pour le nom de Soros.
Il a 13 ans quand l'Allemagne nazie envahit la Hongrie, en mars 1944.
Bien que sa famille soit juive, il échappe de très peu à la déportation grâce à la protection d'un employé de ministère qui le fait passer pour son filleul. Ce représentant du ministère de l'Agriculture, appelé Baumbach[Qui ?], était chargé de dresser l'inventaire des biens confisqués aux juifs, ce qui valut à Soros par la suite des accusations infondées d'avoir pris part, adolescent, à la spoliation des biens juifs sous l’occupation nazie.
Il quitte la Hongrie en 1947 en participant d’abord au 32e congrès mondial d’espéranto qui se déroule à Berne, puis juste après au 3e congrès international de la jeunesse à Ipswich dans l’est de l’Angleterre, pays dans lequel il s’installe.

### Études supérieures
George Soros entreprend des études à la London School of Economics.
Il obtient un bachelor en philosophie, puis un master en philosophie, avant de faire un doctorat en philosophie en 1954. Soros affirme avoir envisagé de devenir philosophe avant de se lancer dans la finance. Lors de ses études, il accepte des petits boulots tels que maître nageur, vendeur de souvenirs, porteur de bagages.

### Débuts dans la finance
En 1954, il travaille brièvement dans une petite maison de courtage de la City londonienne fondée par deux associés hongrois.
Il se rend aux États-Unis en 1956 pour, selon ses dires, gagner assez d'argent à Wall Street pour devenir écrivain et philosophe.
Il travaille successivement comme analyste dans plusieurs petites sociétés financières : F.M. Mayer and co, Wertheim and co puis Arnold and S. Bleichroeder. Chez ces derniers, il est analyste et gère pour la première fois un fonds d'investissement d'arbitrage sur les matières premières.
Il crée en 1969 son premier propre fonds offshore aux Antilles néerlandaises, à Curaçao, le fonds Quantum Fund of Funds. Il gère son fonds depuis New York avec sa société de gestion le Soros Fund Management LLC.
Il investit dans son fonds ses propres économies en plus de l'argent de ses premiers investisseurs qui sont principalement la Banque Rothschild Paris et Heldring & Pierson. Le fonds spécule successivement sur le marché actions obligataires puis les devises surtout à partir de 1973 avec la fin du système de taux change fixes.
Dans la première partie de sa carrière, il fait le pari de l'explosion de la bulle financière sur les actions japonaises de la seconde partie des années 1980, mais trop tôt pour gagner de l'argent.

### Activités financières
Des mois avant septembre 1992, George Soros avait construit une énorme position de vente à découvert en livres sterling. Il avait repéré la position défavorable du Royaume-Uni dans le mécanisme de taux de change européen. Pour George Soros, le taux d'entrée du Royaume-Uni dans le mécanisme de change européen était trop élevé, son inflation était également beaucoup trop élevée (triple du taux allemand), et les taux d'intérêt britanniques nuisaient aux prix de ses actifs. Le 16 septembre 1992, jour du « mercredi noir », le fonds de George Soros avait vendu à découvert plus de 10 milliards de dollars en livres sterling, profitant de la réticence du gouvernement britannique à relever ses taux d'intérêt à des niveaux comparables à ceux d'autres pays du mécanisme de change européen ou à laisser flotter sa monnaie. Quand le Royaume-Uni s'est retiré du mécanisme de taux de change européen, dévaluant la livre, le profit de George Soros sur le pari a été estimé à plus d'un milliard de dollars. Il a été surnommé « l’homme qui a fait sauter la Banque d'Angleterre ». Le coût estimé de ce « mercredi noir » pour le Trésor britannique a été de 3,4 milliards de livres sterling. La valeur du fonds Quantum a augmenté presque instantanément de 15 à 19 milliards de dollars lorsque la livre a été introduite sur le marché libre. Quelques mois plus tard, le fonds valait près de 22 milliards de dollars.
En 2016, convaincu que les marchés dégringoleraient après l'élection de Donald Trump, il parie à la baisse sur l'évolution des indices américains. Il perd dans les semaines qui suivent près d'un milliard de dollars sur les marchés.

### Revenus et patrimoine
George Soros a gagné 3,3 milliards de dollars en 2009.
En quarante ans, George Soros accumule une fortune estimée à vingt milliards de dollars en 2012, selon le classement du magazine Forbes (22e fortune du monde). Il reconnaît pourtant que le système financier actuel est néfaste pour le développement des pays les plus pauvres.
Sa fortune est estimée mi-2023 à 6,7 milliards de dollars, faisant de lui la 397e fortune du monde, selon le même classement du magazine Forbes de 2023.
Soros a plusieurs résidences : il vit à New York dans un appartement de seize pièces dans l'Upper East Side et possède deux propriétés aux États-Unis, l'une à Southampton (Long Island) et l'autre à Bedford (Comté de Westchester).

## Polémiques et condamnation

### Polémiques à propos de spéculations
En 1999, l'économiste Paul Krugman a critiqué l'influence de George Soros sur les marchés financiers : « Nul qui a lu un magazine économique au cours des dernières années ne peut ignorer que de nos jours, il y a vraiment des investisseurs qui non seulement transfèrent de l'argent en prévision d'une crise monétaire, mais font de leur mieux pour déclencher cette crise pour le plaisir et le profit. Ces nouveaux acteurs sur la scène n'ont pas encore de nom standard ; mon terme proposé est "Soros". »
Ses détracteurs critiquent le rôle joué par George Soros à travers son fonds d'investissement Quantum Fund, domicilié à Curaçao (Antilles néerlandaises) — un paradis fiscal régulièrement dénoncé par le Groupe d'action financière sur le blanchiment des capitaux (GAFI), qui regroupe plusieurs gouvernements, comme étant l'un des centres de blanchiment d'argent issu du narcotrafic.
En octobre 2017, alors que George Soros transfère une partie de sa fortune, 18 milliards de dollars, à la fondation Open Society Foundations, des médias font observer que cette opération lui permet de minimiser une facture fiscale que les gestionnaires de fonds spéculatifs devaient affronter cette année-là : en effet, les gestionnaires de fonds avaient jusqu'à la fin 2017 pour payer les impôts sur les honoraires qu'ils avaient gagnés des investisseurs dans des fonds offshore et dont le paiement avait été différé. Le fait de se tourner vers les dons de bienfaisance - y compris vers leurs propres fondations - aide à compenser les prélèvements à venir.

### Condamnation pour délit d'initié
Condamné pour délit d'initié dans l'affaire de la Société générale qui avait vu le gouvernement socialiste de la fin des années 1980 fermer les yeux sur la tentative d'OPA menée par Georges Pébereau et Robert Lion, président de la Caisse des dépôts, sur une banque privée, Soros se pourvoit en cassation. Le jugement est toutefois confirmé et il est condamné à payer une amende de 940 500 euros. Ayant fait un recours auprès de la Cour européenne des droits de l’Homme en 2011 en alléguant une violation de l'article 7 de la Convention européenne des droits de l'Homme, il en est débouté.

### Paradise Papers
En 2017, George Soros est cité dans les Paradise Papers : client du cabinet d'avocats Appleby, spécialisé dans les stratégies d'optimisation fiscale, il dirige des fonds de placement qui ont utilisé de nombreuses sociétés offshore.

## Activités philanthropiques et politiques
George Soros est le disciple de Karl Popper avec qui il entretenait une correspondance. Le nom de sa fondation, Open Society Foundations, est d'ailleurs une référence à l'ouvrage de Popper, La Société ouverte et ses ennemis. George Soros utilise une partie de sa fortune pour des activités philanthropiques, mais également en soutien de certaines organisations politiques. En raison de ses origines hongroises, son rôle dans la transition de l'Europe ex-communiste est parfois critiqué comme une forme d'ingérence politique.
Depuis l'élection de Donald Trump, Open Society Policy Center, le groupe de lobbying connecté à George Soros a dépensé près de 100 millions de dollars, dont 48 millions de dollars rien qu'en 2019.

### Philanthropie à l'échelle mondiale
George Soros aurait consacré, selon les calculs de la revue américaine Worth, 2 milliards de dollars à ses fondations présentes dans plus de trente pays. En 1979, Soros a aidé financièrement les étudiants noirs de l'université du Cap en Afrique du Sud à l'époque de l'apartheid. Lors de l'éclatement de l'Union Soviétique, George Soros est connu pour avoir proposé à chaque scientifique la somme de 500 dollars pour ne pas partir vendre son savoir au plus offrant, notamment à cause des risques de diffusion de technologies nucléaires.
Soros tente d'établir une organisation préfigurant l'Open Society en Chine communiste au milieu des années 1980. Il se lie d'abord à Liang Heng, qu'il a connu à travers la lecture de ses mémoires, Son of the Revolution. Ce dernier introduit Soros auprès des « cercles réformistes » du parti communiste chinois. Une fondation est créée, le China Fund, d'abord associée à l'Institut pour la réforme du système économique, une équipe universitaire, et des subventions sont allouées à des projets de recherche parfois sensibles, comme la Révolution culturelle ou les conséquences néfastes de la construction du barrage des Trois-Gorges aux plans écologique et social. Au bout de quelques [Quoi ?] , le secrétaire général du PCC, Zhao Ziyang, en difficulté politique, doit néanmoins se résoudre à donner des gages aux conservateurs du parti : il sacrifie le China Fund de Soros en le rattachant désormais au Centre pour les échanges culturels internationaux de Chine, une institution non plus universitaire mais sous la coupe directe du ministère de la Culture et, en sous-main, du ministère de la Sécurité de l'État, ce qui suscite la méfiance et le départ des porteurs de projet réformateurs. Le coup de grâce est donné à la suite du massacre de la place Tian'anmen du 4 juin 1989, après lequel le directeur du Fonds est placé en état d'arrestation, de même que quatorze au moins des chercheurs y ayant été associés. Soros déclarera en 2019 au forum de Davos que « [les conservateurs] ont prétendu que j'étais un agent de la CIA et demandé à l'agence de sécurité intérieure d'enquêter ». Voyant monter les tensions, Soros avait demandé dès le 3 juin la fermeture du Fonds, ce que lui reprochera vertement Liang Hueng, déclarant « Vous vous occupez de politique avec mentalité d'investisseur. Vous n'avez pas de loyauté politique - vous devriez savoir que nombre de nos amis chinois vont en payer le prix et se retrouver en danger à cause de votre entrée puis de votre retrait de Chine ».
En 1991, George Soros est à l'initiative de la création de l'université d'Europe centrale en Hongrie, visant à favoriser l'émergence d'une élite centre-européenne au moment où l'Union Soviétique s'effondre. Il fonde en 1993 l'Open Society Institute, devenu Open Society Foundations en 2010, dont l'objectif affiché est de promouvoir le développement des sociétés démocratiques et ouvertes. Ces investissements sont principalement destinés aux pays en voie de développement ou en cours de reconstruction sociale : pays de l'ancienne Union soviétique, Afrique, Amérique du Sud, Asie. Il s'est aussi engagé à donner 250 millions de dollars à l'université d'Europe centrale. En 2009, la fondation de Soros a financé une étude sur le contrôle au faciès en France. Cette étude a été menée par des chercheurs du CNRS. En 2011, la fondation finance une étude controversée sur des discriminations dont seraient victimes les musulmans de Marseille. L'étude est notamment critiquée par le journal local La Provence, en particulier pour sa méthodologie, alors que Mars Actu prend sa défense,.
En 2012, sa fondation fait un don de 35 000 euros au Collectif contre l'islamophobie en France.
George Soros a donné un million de dollars pour une proposition qui vise à légaliser la marijuana en Californie, État américain où le cannabis à usage médical est autorisé depuis 1996. Quatorze autres États ont adopté des mesures en faveur d'un certain degré de décriminalisation du cannabis.
George Soros finance également à hauteur de 100 millions de dollars Human Rights Watch, sur 10 ans, à partir de septembre 2010. L'ONG s'est quant à elle engagée à trouver un dollar de don pour chaque dollar prêté par l'Open Society Foundations. Il finance Avaaz.org à ses débuts, entre 2007 et 2009, organisation qui se voit reprocher un manque de neutralité de ses pétitions. En avril 2017, il participe au financement de la surveillance des fake news par le site allemand Correctiv à hauteur de 100 000 euros.

### Soutien aux démocrates américains
George Soros est l'auteur de plusieurs livres, dont The Bubble of American Supremacy, qui est une critique virulente contre l'administration Bush. En 2004, il investit 12 millions de dollars pour s'opposer à la réélection de George W. Bush (soutenant son adversaire démocrate John Kerry).
Fervent soutien d'Hillary Clinton, dont il est l'un des plus importants donateurs pendant la campagne électorale américaine de 2016, il s'investit très activement contre Donald Trump par la suite. Le New York Times montre ainsi que George Soros soutient financièrement plus de 50 « partenaires » de la Marche des femmes qui a lieu à Washington le jour de la prise de fonction du nouveau président américain. Pour le quotidien, cette marche de protestation présentée comme une « marche des femmes » est avant tout une marche des femmes qui sont anti-Trump.

### Construction européenne et Brexit
En octobre 2011, George Soros adresse une lettre ouverte aux dirigeants de la zone euro publiée dans le Financial Times, les sommant de répondre à la crise de la monnaie unique par plus d'Europe. La lettre a été signée par 95 autres personnalités européennes comme Javier Solana, Daniel Cohn-Bendit, Andrew Duff, Massimo D'Alema ou Emma Bonino.
George Soros apporte son soutien financier à une campagne anti-Brexit en février 2018. Selon le Daily Telegraph, l'homme d'affaires a injecté 400 000 livres dans une campagne intitulée « Best for Britain », dont l'objectif est d'inciter les parlementaires britanniques à ne pas ratifier l'accord du Brexit.

## Critiques et ennemis
Depuis les années 1990, George Soros est régulièrement pris à partie par les sphères de l'extrême droite, accusé d'ingérence dans la politique des pays. 
Il est décrit comme « la figure emblématique du riche Juif qui cherche à influencer la marche du monde ».

### France
En 2016, le Front national publie un communiqué pour s’indigner du soutien de George Soros à la Ligue des droits de l’homme.
En mai 2018, Valeurs actuelles lui consacre sa une et le présente comme « le milliardaire qui complote contre la France ».
George Soros est décrit comme un spéculateur international qui défend la subversion migratoire de la France et la montée de l'islamisme dans le pays. Mediapart estime que les propos de Valeurs Actuelles sont dignes du pire antisémitisme des années 1930.
Selon Mediapart, Soros pourrait bien être l'ennemi commun capable de fédérer toutes les extrêmes droites européennes.

### Hongrie
D'origine hongroise, George Soros a investi des sommes massives[Combien ?] dans son pays d'origine via la Open Society Foundation. Il est connu pour son conflit avec le premier ministre Viktor Orbán, qu'il accuse de vouloir transformer la Hongrie en dictature.
Depuis 2016, le Parti Fidesz de Viktor Orbán fait de George Soros son « premier opposant ».
En 2017, le mouvement de jeunesse du Fidesz (Fidelitas) lance une campagne d'affichage dépeignant les leaders des principaux partis d'opposition, László Botka et Gábor Vona, comme les marionnettes dont les fils sont tirés par George Soros.
À l'automne de la même année, le gouvernement hongrois lance une campagne pour une consultation nationale contre un « plan Soros », lequel viserait à islamiser l'Europe par l'immigration forcée.
George Soros adresse un démenti le 21 novembre 2017 dans une vidéo où il s'exprime en hongrois.
Il accuse Viktor Orbán de l'utiliser comme un bouc-émissaire, afin de détourner l'attention des hongrois de l'« État mafia » qu' il est en train de construire.
Au printemps 2017, le Premier ministre roumain, Victor Ponta, exprime son soutien à son homologue hongrois Viktor Orbán, en déplorant qu'il existe « des systèmes de pouvoir parallèles à celui des autorités politiques dans les démocraties post-1989 ».
Durant la même période, le chef de l'exécutif macédonien, Nikola Gruevski, et son parti (VMRO-DPMNE) expriment des critiques similaires, érigeant George Soros comme « ennemi de la nation »,.
Dans un discours, Viktor Orban déclare :

« Nous combattons un ennemi d'un genre nouveau. Pas ouvert, mais caché ; pas simple mais astucieux ; pas honnête mais basique ; pas national mais international ; qui ne croit pas au travail mais qui spécule avec l’argent ; qui n’a pas sa propre patrie mais qui estime qu' il possède le monde entier. »

Les propos de Orban font polémique. Elle suscite l'émoi au sein de la diaspora juive magyarophone,.
Le 15 mai 2018, la fondation Open Society annonce quitter la Hongrie – où elle est présente depuis plusieurs décennies – et déménager ses activités à Berlin, en réaction aux politiques « répressives » du gouvernement de Viktor Orbán.
George Soros déclare : « Il est devenu impossible de protéger la sécurité de nos opérations et de notre personnel en Hongrie contre l'ingérence arbitraire du gouvernement ». La fondation indique qu'elle dépensait environ un million de dollars chaque année en Hongrie pour soutenir une trentaine d'ONG.

### Israël
En juillet 2017, Viktor Orbán reçoit le soutien du Premier ministre israélien, Benyamin Netanyahou, et ce malgré la prise de position quelques jours plus tôt, de l'ambassadeur d'Israël à Budapest, Yossi Amrani, qui dénonce la campagne gouvernementale d'affichages anti-Soros indiquant que cette campagne « évoque de tristes souvenirs mais sème aussi la haine et la peur ».
Selon Netanyahou, « Soros porte atteinte aux gouvernements israéliens démocratiquement élus en finançant des organisations qui diffament l’État juif et cherchent à lui nier le droit à se défendre ».
En février 2018, Benyamin Netanyahou accuse George Soros de manipuler les manifestations contre lui qui lui demandent de renoncer à l’expulsion des migrants africains.

### Accusations d'ingérence en Europe centrale et orientale
En Europe centrale et dans les Balkans, plusieurs gouvernements conservateurs accusent depuis les années 2000 George Soros et les ONG financées en partie par l'Open Society Foundations (OSF) de vouloir les déstabiliser, au nom de l'antinationalisme. Cette critique se cristallise à travers deux séquences : la multiplication des révolutions de couleur dans le Caucase et en Europe orientale dans les années 2000 ainsi que la crise migratoire en Europe depuis 2015. Plusieurs personnalités politiques dirigeantes réputées proches de la Russie ont repris ces accusations.

#### «Révolutions de couleur»et relations Europe-Russie

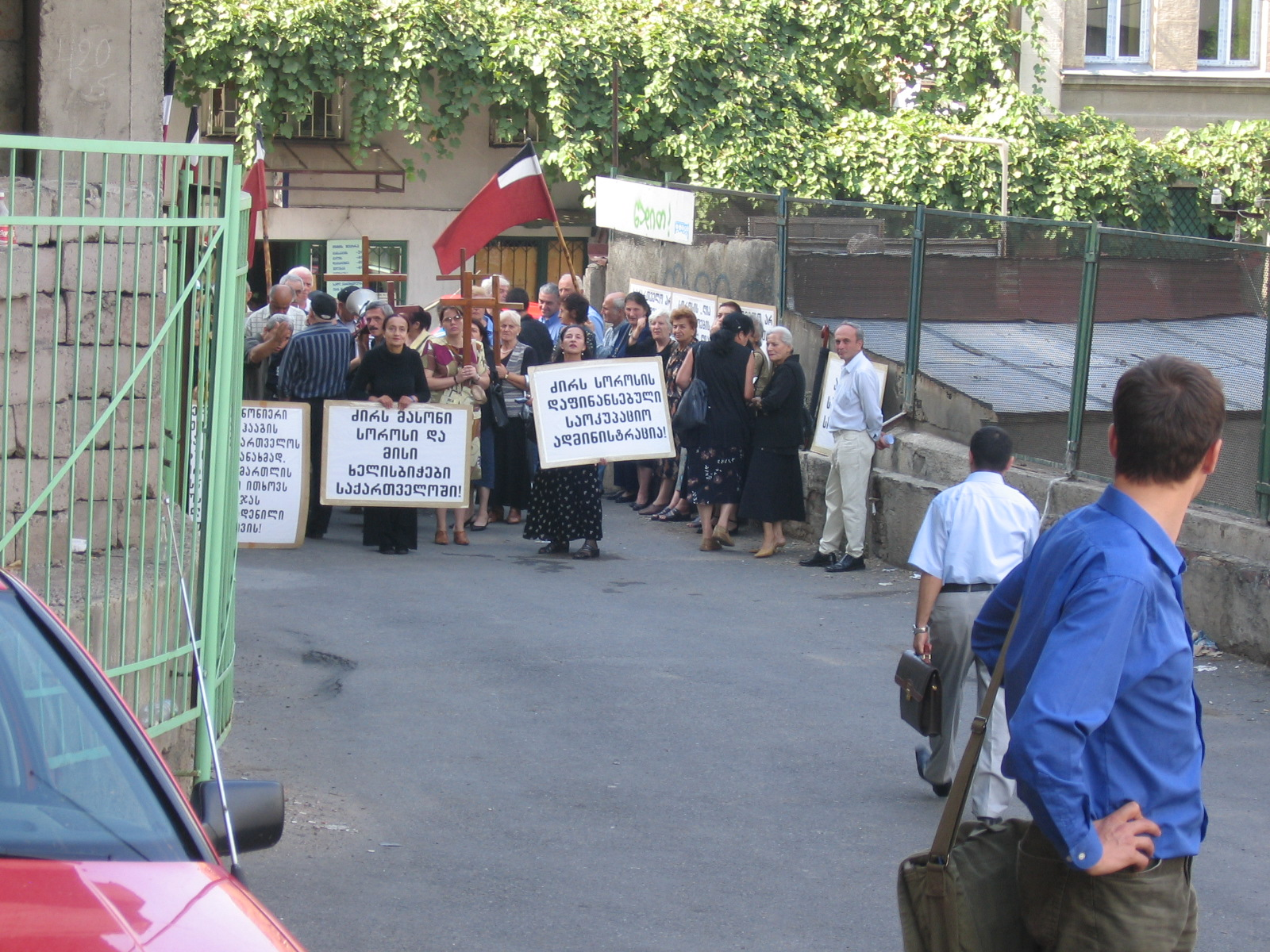
Manifestation anti-Soros le 28 septembre 2005 à Tbilissi, en Géorgie.

D'après Rudy Reichstadt, les révolutions de couleur trouvent leurs origines dans l'action du mouvement étudiant serbe Otpor qui a contribué à la chute de Slobodan Milošević en l'an 2000. Celle-ci s'est inspirée des techniques de contestation non-violente théorisées par le politologue américain Gene Sharp dans son ouvrage De la dictature à la démocratie (1993), et a été soutenue par des ONG américaines. Otpor aurait ainsi reçu le soutien de George Soros via la National Endowment for Democracy, l'Open Society Foundations (OSF, anciennement Open Society Institute, OSI) et Freedom House, afin d'entraîner des militants du monde entier à renverser des gouvernements opposés aux intérêts des États-Unis.
Les opposants aux révolutions de couleur, mais aussi des personnalités comme l'ancien secrétaire adjoint au Trésor de l'administration Reagan, Paul Craig Roberts, accusent la fondation Soros et/ou le gouvernement américain de soutenir et même « d'organiser les révolutions » dans le but de « servir les intérêts occidentaux ». Après la révolution orange plusieurs pays d'Asie centrale menèrent des actions contre l’Open Society Institute (OSI) de George Soros de différentes façons — l'Ouzbékistan, par exemple, obligea les bureaux régionaux de l’OSI à fermer quand les médias tadjikes, contrôlés par le pouvoir, accusèrent l’OSI du Tadjikistan de corruption et de népotisme.
En Ukraine, George Soros déclare à la chaîne de télévision CNN en mai 2014, que sa fondation a pris une part importante dans les événements d'Euromaïdan entre l'automne 2013 et le printemps 2014. Il s'agit de l'International Renaissance Foundation créée en Ukraine en 1990.
En 2015, il appelle l'Europe à prêter à l'Ukraine une somme de l'ordre de 20 milliards de dollars, car « l’attaque de la Russie contre l'Ukraine est indirectement une offensive contre l'UE et ses principes de gouvernance. […] Les membres de l’UE sont des pays en guerre, et ils doivent commencer à agir comme tels, c'est-à-dire modifier leur engagement en faveur de l'austérité budgétaire, et reconnaître qu'il vaut mieux pour eux aider l’Ukraine à se défendre plutôt qu'espérer ne pas avoir à défendre l'UE eux-mêmes ».

### Adversaire de Donald Trump et ses partisans depuis 2015
Depuis sa candidature à l'élection présidentielle de 2016, Donald Trump et ses partisans, ainsi que certains mouvements d'extrême droite et d'ultra-droite, ont érigé George Soros en adversaire symbolique. Ils lui reprochent notamment son implication en Europe de l'Est, en particulier dans les pays d'ex-URSS. Ils l'accusent également, sans preuves, d'être impliqué dans des événements comme l'inculpation de Trump par le procureur Alvin Bragg,. Ces critiques, souvent reprises par des théories complotistes et des discours antisémites, incluent également des accusations de soutien au supposé grand remplacement, une théorie complotiste popularisée par l'écrivain français Renaud Camus. Soros est également décrit comme une « bête noire » de l'extrême droite et de l'ultra-droite.

## Prises de positions personnelles

### Argent
Il affirme ne pas être tellement intéressé par l'argent. Après 8 ans d'études de philosophie, il voulait simplement gagner assez d'argent pour devenir écrivain. George Soros affirme notamment :

« La principale différence entre moi et la plupart des ultra-riches, c'est que je m'intéresse surtout aux idées. Je n'ai pas besoin personnellement de toute cette fortune. Mais malheureusement, si je n'avais pas gagné tout cet argent, je crois que personne n'écouterait mes idées. »

### 11 septembre et terrorisme
George Soros estime qu’après les attentats du 11 septembre 2001, les Américains, qui étaient des victimes, sont devenus un peuple de bourreaux. Selon lui, la guerre contre le terrorisme a tué beaucoup plus de gens innocents que le terrorisme ne l'a jamais fait.

### Google, Amazon, Facebook
En janvier 2018, lors du Forum de Davos, il attaque les GAFAM et en particulier Google et Facebook.
Selon lui, ces multinationales sont des monopoles et une sérieuse menace pour la société et le fonctionnement de la démocratie. George Soros juge que si on ne fait rien, ces entreprises pourraient parvenir à un contrôle totalitaire : « Un contrôle tel que même Aldous Huxley ou George Orwell n'auraient rien pu imaginer de pareil ».

### Israël
George Soros affirme qu'il n'est pas sioniste, ni juif pratiquant, mais qu'il ressent un attachement envers Israël. Selon lui, il n'existe aucune solution militaire au conflit israélo-palestinien. Il estime notamment :

« Je ne souscris pas aux mythes propagés par les ennemis d’Israël et je ne blâme pas les juifs pour l'antisémitisme. L'antisémitisme date de bien avant l'existence de l’État d'Israël. Ni les politiques menées par Israël, ni les critiques d'Israël ne sont aucunement responsables de l'antisémitisme. Mais, en même temps, je crois que l'attitude hostile envers Israël et les juifs est, en partie, due au lobby pro-israélien qui tente de faire taire toute opinion divergente. »

George Soros est une figure controversée en Israël.
Son fils, Alexander Soros, affirme dans une interview que son père est attaché à Israël mais qu'il aimerait un pays davantage à l'image de Yitzhak Rabin.

### Chine
George Soros estime que la montée en puissance de la Chine est inquiétante.
Pour lui « La Chine n'est pas le seul régime autoritaire du monde. Mais c'est le régime autoritaire le plus riche, le plus puissant, le plus sophistiqué dans l'intelligence artificielle et les machines ».
Il a qualifié Xi Jinping d'homme le plus dangereux au monde pour la liberté.

### Capitalisme
George Soros est connu pour ses critiques publiques du capitalisme et a été parfois qualifié de traitre de classe.
Il estime que le marché est un mécanisme purement amoral, qui entre régulièrement en contradiction avec l'intérêt général de la population. Selon Soros, l'idée selon laquelle le marché a raison et qu'il faut donc le laisser est un mensonge qui bénéficie aux riches. Ces derniers tentent ainsi de faire diffuser cette idéologie.
George Soros appelle publiquement à taxer davantage les grandes fortunes comme lui.

## Œuvres

### Contribution
- (en) MoveOn's 50 Ways to Love Your Country: How to Find Your Political Voice and Become a Catalyst for Change, MoveOn, 2004.

### Auteur ou coauteur
- La tragédie de l'Union européenne, Saint-Simon, 2016.
- (en) The Soros Lectures: At the Central European University, 2010.
- (en) The New Paradigm for Financial Markets: The Credit Crisis of 2008 and What It Means, 2008.
- (en) The Age of Fallibility: Consequences of the War on Terror, 2006.
- (en) The Bubble of American Supremacy: Correcting the Misuse of American Power, 2003.
- (en) George Soros on Globalization, 2002.
- (en) Open Society: Reforming Global Capitalism, 2000.
- (en) Science and the Open Society: The Future of Karl Popper's Philosophy (avec Mark Amadeus Notturno), 2000.
- (en) The Crisis of Global Capitalism: Open Society Endangered, 1998.
- (en) Soros on Soros: Staying Ahead of the Curve, 1995.
- (en) Underwriting Democracy: Encouraging Free Enterprise and Democratic Reform Among the Soviets and in Eastern Europe, 1991.
- (en) Opening the Soviet System, 1990.
- (en) The Alchemy of Finance, 1988.

## Hommages
L'astéroïde (3652) Soros a été nommé en son honneur.

## Distinctions
2025 :  Médaille présidentielle de la Liberté (États-Unis)